# Koos de la Rey
Jacobus Herculaas de la Rey (Winburg, 22 oktober 1847 – Langlaagte, 15 september 1914) was een Boerengeneraal tijdens de Tweede Boerenoorlog en wordt algemeen beschouwd als een van de grootste militaire leiders in dat conflict.

## Jeugd en familie
Hij was het zesde kind van Adrianus Johannes de la Rey en Adriana van Rooyen. Zijn voorouders waren vanuit Nederland naar Zuid-Afrika verhuisd. Na de Slag bij Boomplaats in 1848 werd zijn familieplaats door de Britten geannexeerd en vertrok het gezin naar West-Transvaal, waar het zich vestigde te Lichtenburg.
Als jonge man werkte De la Rey bij het transportbedrijf van de diamantroutes. Hij huwde Jacoba Elizabeth Greeff, het echtpaar kreeg tien kinderen.

## Militaire en politieke carrière
De la Rey vocht mee in de Basotho-oorlog van 1865 en de Pedi in 1876. Tijdens de Eerste Boerenoorlog diende hij als veldkornet in West-Transvaal en verving hij de zieke Piet Cronjé tijdens het beleg van Potchefstroom.
De la Rey werd in 1883 verkozen tot lid van de Volksraad voor het district Lichtenburg. Hij was een bondgenoot van de progressieve Piet Joubert en een tegenstander van de conservatieve president Paul Kruger en zijn behandeling van de uitlanders. Ook na het neerslaan van de Britse Jameson Raid pleitte De la Rey tegen een nieuwe oorlog tegen de Britten.

## Tweede Boerenoorlog
Toen de Tweede Boerenoorlog uitbrak diende De la Rey onder generaal Piet Cronjé. Hij verkreeg al snel bekendheid in het eerste gewapende conflict van de Boerenoorlog, de Slag bij Kraaipan, waarin hij met succes een Britse pantsertrein wist aan te vallen. Ook de Slag bij Magersfontein was een succes, maar De la Rey en Cronjé waren het oneens over hun militaire strategieën en hun samenwerking werd gekenmerkt door conflicten. Cronjé werd in februari 1900 door de Britten gevangengenomen na de verloren Slag bij Paardeberg.
Commandant-generaal Piet Joubert overleed in maart 1900, werd opgevolgd door Louis Botha en De la Rey werd zijn assistent. Na de verovering van Pretoria gingen de Boeren over op een guerrillaoorlog. Hierbij werd De la Rey geadviseerd door de waarzegger Siener van Rensburg, door de religieuze generaal als een profeet van God beschouwd.
De la Rey was een zogenaamde Bittereinder die de strijd pas opgaf na het tekenen van het Verdrag van Vereeniging in 1902, gedwongen door de Britse tactiek van de verschroeide aarde en het opsluiten van de Boerenbevolking in concentratiekampen.

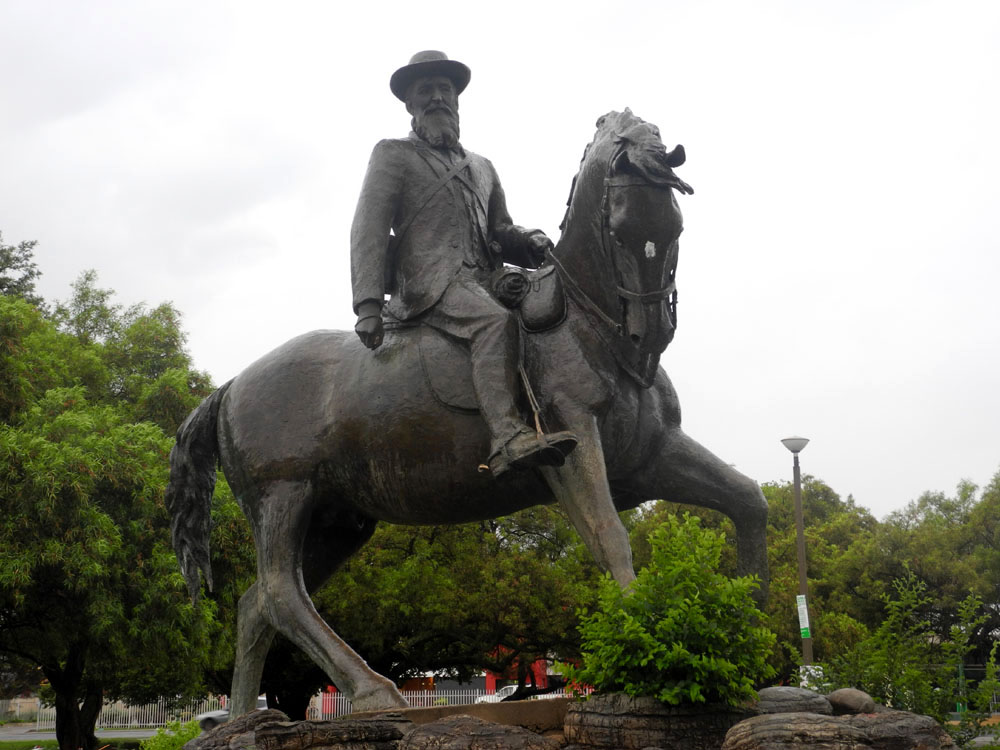
Standbeeld van De la Rey in Lichtenburg

## Latere leven
Na de Tweede Boerenoorlog gingen De la Rey, Botha en Christiaan de Wet naar Europa om fondsen te werven voor de verwaarloosde weduwen en kinderen. De la Rey keerde terug naar zijn vernielde boerderij en hervatte zijn politieke carrière. Hij steunde Botha, de nieuwe premier van de Unie van Zuid-Afrika, in zijn pogingen om Boeren en Britten te verenigen, maar hij zag niets in een aanval op Duits-Zuidwest-Afrika in de Eerste Wereldoorlog, zoals Botha en Jan Smuts wensten. In Zuid-Afrika bereikten de spanningen tussen de pro- en anti-Britse kampen een hoogtepunt.

## Dood
Op 15 september 1914 reisden De la Rey en generaal Christiaan Frederik Beyers per auto naar Potchefstroom om generaal Jan Kemp te ontmoeten. Nabij Johannesburg werd hun auto beschoten vanwege het negeren van een wegblokkade, opgezet voor een criminele bende. De la Rey werd in zijn rug geraakt en overleed in de armen van Beyers; zijn laatste woorden waren: "Dit is raak!". Complottheorieën over een opzettelijke moordaanslag waren een aanleiding voor het uitbreken van de anti-Britse Maritz-rebellie die door Botha en Smuts de kop in werd gedrukt.

## Nalatenschap
In de Nederlandse en Belgische Transvaalbuurten verwijzen straatnamen als De la Reystraat of Generaal De la Reystraat naar de generaal.
De Zuid-Afrikaanse zanger Bok van Blerk heeft in 2006 een lied over hem gemaakt. De nationalistische toon van het lied zorgde voor veel ophef in Zuid-Afrika.

## Publicatie van J.H. de la Rey
- Ambtelijke verslagen van generaal J.H. de la Rey en generaal J.C. Smuts, alsook andere stukken betreffende den oorlog in Zuid-Afrika. Algemeen Nederlandsch Verbond, Amsterdam, 1902

## Publicaties over J.H. de la Rey
- T.P. Tresling: De generaals Botha, De Wet en De la Rey. Haarlem, 1903
- Johannes Meintjes: De La Rey, Lion of the West. A biography. Johannesburg, 1966.
- Hennie de la Rey & Lappe Laubscher: Die ware generaal Koos de la Rey. Pretoria, 1998. ISBN 0620227133
- Peter Polack, Guerrilla Warfare; Kings of Revolution,Casemate,ISBN 9781612006758.
- https://smallwarsjournal.com/jrnl/art/guerrilla-warfare-kings-revolution-book-excerpt-chapter-4-koos-de-la-rey
- Max Weber: Eighteen months under General De la Rey, being the diary of the Swiss geologist Max Weber who fought for the Boers in the Western Transvaal during the Anglo-Boer War. Pretoria, 1999. ISBN 0958377480